# Ballarra clancyi
Ballarra clancyi is een hooiwagen uit de familie Neopilionidae. De wetenschappelijke naam van Ballarra clancyi gaat terug op G. S. Hunt & J. C. Cokendolpher.